# Neozygina obsoleta
Neozygina obsoleta är en insektsart som beskrevs av Dietrich och Dmitry A. Dmitriev 2007. Neozygina obsoleta ingår i släktet Neozygina och familjen dvärgstritar. Inga underarter finns listade i Catalogue of Life.